# Estreito de Juan de Fuca
Estreito de Juan de Fuca, ao norte da Península Olympic e do Cabo Flattery.
O estreito de Juan de Fuca é a principal saída para o estreito de Geórgia e o Puget Sound, conectando ambos com o Oceano Pacífico.  
Recebeu o nome em 1788 de Juan de Fuca pelo capitão inglês John Meares do navio Felice. Juan de Fuca era um marinheiro grego que alegava haver ido em uma viagem com exploradores espanhóis em 1592 para procurar o lendário estreito de Anián. Forma atualmente parte da Fronteira Canadá-Estados Unidos.

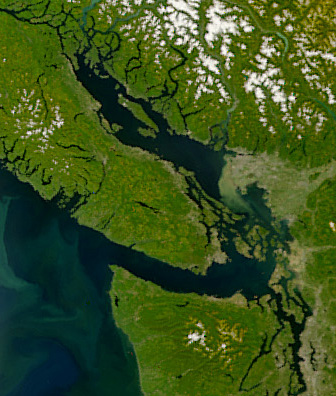
O Estreito de Juan de Fuca separa a ilha Vancouver da Colúmbia Britânica e a península Olympic do estado de Washington.